# إبينوي
إبينوي (بالفرنسية: Épinoy) هي بلدية تقع في إقليم باد كاليه من منطقة نور با دو كاليه في شمال فرنسا. تبلغ مساحة هذه المدينة 8.08 (كم²)، وترتفع عن سطح البحر 76 م، يبلغ عدد سكانها 498 نسمة حسب إحصاء المعهد الوطني للإحصاء والدراسات الاقتصادية سنة 2009 م. وترأس Gilbert Théron البلدية خلال فترة (2008-2014).